# Ro-47
Ro-47 – підводний човен Імперського флоту Японії, який брав участь у Другій світовій війні. 
Корабель, який спорудили на компанії Mitsui Zosensho в Тамано, належав до типу Kaichū VII (також знаний як клас Ro-35).  
27 березня 1944-го човен дістав наказ прямувати з Куре на захід Каролінських островів, де з району Палау (колись важливий транспортний хаб, а наразі складова частина головного захисного периметра імперії) надійшли повідомлення про якісь ворожі сили. Спершу човен зайшов для заправки в Токуяму (Токійська затока), а 29 березня рушив на схід. Похід був безрезультатним і 13 квітня Ro-47 повернувся до Японії (причому 30 березня вороже авіаносне з’єднання дійсно завдало нищівного удару по Палау).
14 червня 1944-го Ro-47 вирушив з Йокосуки із завданням діяти в районі Сайпану (Маріанські острови), де очікувалась десантна операція союзників. В поході човен провів кілька тижнів, проте не досягнув якихось успіхів та 16 липня завершив похід у Майдзуру (обернене до Японського моря узбережжя Хонсю), де став на короткостроковий ремонт. 
17 вересня 1944-го Ro-47 вирушив з Куре на патрулювання в район Палау (західні Каролінські острови), де за кілька діб до того почалась операція союзників. Вночі 26 вересня дещо менш ніж за три сотні кілометрів на північний схід від Палау ескортний есмінець «МакКой Рейнольдс» встановив радарний контакт із ціллю. При зближенні контакт зник, проте USS McCoy Reynolds віднайшов підводний човен, що занурився, сонаром. Протягом чотирьох годин американський корабель провів сім атак глибинними бомбами, після чого стався потужний підводний вибух, а на поверхню сплили уламки та нафтові плями. Ймовірно, саме цей бій став останнім для Ro-47, що загинув з усіма 76 членами екіпажу.